# Calendário tridentino
O calendário tridentino é essa forma do Calendário Romano Geral que foi estabelecida pelo Papa Pio V ao implementar a decisão do Concílio de Trento na sua última sessão de pedir ao papa a rever o Missal Romano e o Breviário Romano.
Esse calendário foi incluído na primeira edição tridentina do Breviário em 1568 e do Missal em 1570 Pode consultar-se também nas edições iuxta typicam da mesma época, como a do Missal Romano produzida pela Imprenta Aldina em Veneza em 1574.
Foi o primeiro calendário litúrgico romano geral, destinado a ser empregado, junto com as festas particulares de cada diocese, onde quer que o rito romano fosse usado.

## Calendários romanos gerales posteriores
O calendário tridentino não deve ser confundido nem com o calendário incluído na edição de 1962 do Missal Romano, a forma mais recente da Missa tridentina, nem com o atual Calendário Romano Geral, o calendário litúrgico empregado agora na forma ordinária do rito romano.
O calendário tridentino continha um total de 149 festas, das quais 87 eram festas de santos em vez de festas como a Páscoa e o Natal. O número de festas aumentou gradualmente para 338 em 1955, número reduzido com a revisão da Missa do Vaticano II para 191.

## O calendário litúrgico de Pio V
O calendário litúrgico publicado por Pio V indica expressamente apenas duas classes de celebrações: duples e semiduples. As restantes são de classe simples. A distinção entre as diversas classes teve certa importância na recitação da Liturgia das Horas (o Breviário), mas para a Missa só indicava, no caso de coincidência de duas celebrações no mesmo dia, qual teve precedência.

### Janeiro
- 1. Circuncisão do Senhor – duples
- 2, Oitava de S. Estêvão – duples com comemoração das oitavas[8]
- 3. Oitava de S. João – duples com comemoração da oitava dos Santos Inocentes
- 4. Oitava dos Santos Inocentes – duples
- 5. Vigília
- 6. Epifania do Senhor – duples
- 7. Da oitava da Epifania
- 8. Da oitava
- 9. Da oitava
- 10. Da oitava
- 11. Da oitava da Epifania, e comemoração de Santo Higino
- 12, Da oitava
- 13. Oitava da Epifania – duples
- 14. Hilário, bispo e confessor[9] – semiduples, com comemoração de São Félix de Nola, presbítero e mártir
- 15. Paulo, primeiro eremita, confessor[10] – semiduples, com comemoração de S. Mauro, abade
- 16. Marcelo, papa e mártir – semiduples
- 17. Antão, abade – duples
- 18. Cadeira de São Pedro em Roma – duples, e comemoração de S. Prisca, virgem e mártir
- 19. Mário, Marta, Audiface e Ábaco, mártires
- 20. Fabião e Sebastião, mártires – duples
- 21  Inês, virgem e mártir – duples
- 22. Vicente e Anastásio, mártires
- 23. Emerenciana, virgem e mártir
- 24. Timóteo, bispo e mártir
- 25. Conversão de São Paulo, apóstolo – duples
- 26. Policarpo, bispo e mártir
- 27. João Crisóstomo, bispo e confessor – duples
- 28. Inês, virgem e mártir (segunda vez)

### Fevereiro
- 1. Inácio de Antioquia, bispo e mártir – semiduples
- 2.  Purificação de Nossa Senhora – duples
- 3. Brás, bispo e mártir
- 5. Águeda, virgem e mártir – semiduples
- 6. Doroteia, virgem e mártir
- 9. Apolônia, virgem e mártir
- 14. Valentim, presbítero e mártir - semiduples
- 15. Faustino e Jovita, mártires
- 18. Simeão, bispo e mártir
- 22. Cadeira de São Pedro em Antioquia – duples
- 23. Vigília
- 24. Matias, apóstolo – duples

### Março
- 7. Tomás de Aquino, confessor – duples, e comemoração de Perpétua e Felicidade, mártires
- 9. Santos Quarenta Mártires
- 12. Gregório, papa e confessor, e doutor da Igreja – duples
- 19. José, confessor – duples
- 21. Bento, abade – duples
- 25. Anunciação da Santíssima Virgem – duples

### Abril
- 11. Leão, papa e confessor – duples
- 14. Tibúrcio, Valeriano e Máximo, mártires
- 17. Aniceto, papa e mártir
- 22. Sotero e Caio, papas e mártires – semiduples
- 23. Jorge, mártir – semiduples
- 25, Marcos, evangelista – duples
- 26. Cleto e Marcelino, papas e mártires – semiduples
- 28. Vital, mártir

### Maio
- 1. Filipe e Tiago, apóstolos – duples
- 2. Atanasio, bispo e confessor – duples
- 3. Invenção da Santa Cruz – duples, e comemoração de Alexandre, Evêncio e Teódulo, mártires, e Juvenal, bispo e confessor
- 4. Mónica, viúva
- 6. João diante da Porta Latina – duples
- 8. Aparição de S. Miguel – duples
- 9. Gregório o Teólogo, bispo e confessor – duples
- 10. Gordiano e Epímaco, mártires
- 12. Nereu, Aquileu e Pancracio, mártires
- 14. Bonifácio, mártir
- 19. Pudenciana, virgem
- 25. Urbano, papa e mártir
- 26. Eleutério, papa e mártir
- 27. João, papa e mártir
- 30. Félix, papa e mártir
- 31. Petronila, virgem

### Junho
- 2. Marcelino, Pedro e Erasmo, mártires
- 9. Primo e Feliciano, mártires
- 11 Barnabé, apóstolo – duples
- 12. Basilides, Cirino, Nabor e Nazário, mártires
- 14. Basílio, bispo e confessor – duples
- 15. Vito, Modesto e Crescência, mártires
- 18. Marcos e Marceliano irmãos, mártires
- 19. Gervásio e Protásio, mártires
- 20. Silvério, papa e mártir
- 22. Paulino, bispo e confessor
- 23, Vigília
- 24. Nascimento de João Batista – duples
- 25. Da oitava do Nascimento de S. João Batista
- 26. João e Paulo, mártires – semiduples, com comemoração da oitava do Nascimento de S. João Batista
- 27. Da oitava do Nascimento de S. João Batista
- 28. Leão II, papa e confessor – semiduples, com comemoração da oitava e da vigília
- 29. Pedro e Paulo, apóstolos – duples
- 30. Comemoração de S. Paulo, apóstolo – duples, com comemoração da oitava de S. João Batista

### Julho
- 1. Oitava de S. João Batista – duples, com comemoração da oitava dos Apóstolos
- 2. Visitação de Nossa Senhora – duples, com comemoração da oitava dos Apóstolos e dos SS. Martiniano e Processo, mártires
- 3. Da oitava dos Apóstolos
- 4. Da oitava
- 5. Da oitava
- 6. Oitava dos Apóstolos Pedro e Paulo – duples
- 10. Os Sete Irmãos, mártires, e Rufina e Secunda, virgens e mártires – semiduples
- 11. Pio, papa e mártir
- 12. Nabor e Félix, mártires
- 13. Anacleto, papa e mártir – semiduples
- 14. Boaventura, bispo e confessor – semiduples
- 17. Aleixo, confessor
- 18. Sinforosa e seus sete filhos, mártires
- 20. Margarida, virgem e mártir
- 21. Praxedes, virgem
- 22. Maria Madalena – duples
- 23. Apolinário, bispo e mártir – duples
- 24. Vigília e comemoração de S. Cristina
- 25/ Santiago, apóstolo – duples, e comemoração de S. Cristóvão, mártir, nas missas privadas
- 27. Pantaleão, mártir
- 28. Nazário e Celso e Vítor, papa e mártir, e  Inocêncio, papa e confessor – semiduples
- 29. Marta, virgem – semiduples, e comemoração dos SS. Félix, papa, Simplício, Faustino e Beatriz, mártires
- 30. Abdão e Sénen, mártires

### Agosto
- 1. Pedro Acorrentado – duples, e comemoração dos SS. Macabeus, mártires
- 2. Estêvão, papa e mártir
- 3. Invenção de Santo Estêvão, protomártir – semiduples
- 4. Domingos, confessor – duples
- 5. Dedicação da Igreja de Nossa Senhora das Neves – duples
- 6. Transfiguração do Senhor – duples, e comemoração dos SS. Sisto II, papa, Felicíssimo e Agapito, mártires
- 7. Donato, bispo e mártir
- 8. Ciríaco, Largo e Esmaragdo, mártires – semiduples
- 9. Vigília e comemoração de S. Romão, mártir
- 10. Lourenço, mártir – duples
- 11. Da oitava de S. Lourenço com comemoração dos SS. Tibúrcio e Susana, mártires
- 12. Da oitava e comemoração de S. Clara, virgem
- 13. Da oitava e comemoração de S. Hipólito e seus companheiros e Cassiano, mártires
- 14. Da oitava com comemoração da Vigília e Eusébio, confessor
- 15. Assunção da B.V.M. – duples
- 16. Da oitava da Assunção da Bem-aventurada Maria com comemoração da oitava de S. Lourenço
- 17. Oitava de S. Lourenço – duples, e comemoração da oitava da Assunção
- 18. Da oitava  e comemoração de S. Agápito, mártir
- 19. Da oitava
- 20. Bernardo – duples, com comemoração da oitava da Assunção
- 21  Da oitava
- 22. Oitava da Assunção da Bem-aventurada Maria – duples, e comemoração dos SS. Timóteo, Hipólito e Sinforiano, mártires
- 23. Vigília
- 24, Bartolomeu, apóstolo – duples (Em Roma celebra-se o dia 25)
- 25. São Luis rey de França, confessor
- 26. Zeferino, papa e mártir
- 28. Santo Agostinho, bispo, confessor e doutor da Igreja – duples, e comemoração de S. Hermes, mártir
- 29. Decapitação de João Batista – duples, e comemoração de S. Sabina, mártir
- 30. Félix e Adauto, mártires

### Setembro
- 1. Egídio, abade, e comemoração dos SS. Doze irmãos mártires
- 8. Natividade da Bem-aventurada Maria – duples, e comemoração de S. Adriano, mártir, nas missas privadas
- 9. Da oitava de Santa Maria e comemoração de S. Gorgónio, mártir
- 10. Da oitava
- 11. Da oitava e comemoração dos SS. Proto e Jacinto, mártires
- 12. Da oitava
- 13. Da oitava
- 14. Exaltação da Santa Cruz – duples, com comemoração da oitava da Natividade de Santa Maria
- 15. Oitava da Natividade da Ben-aventurada Maria – duples, com comemoração de S. Nicomedes
- 16. Cornélio e Cipriano, bispos e mártires – semiduples, com comemoração dos SS. Eufêmia, Lúcia e Geminiano, mártires
- 20. Vigília e comemoração dos SS. Eustáquio e companheiros, mártires
- 21. Mateus, apóstolo – duples
- 22. Mauricio e companheiros, mártires
- 23. Lino, papa e mártir – semiduples, e comemoração de S. Tecla, virgem e mártir
- 26. Cipriano e Justina, mártires
- 27. Cosme e Damião, mártires – semiduples
- 29. Dedicação de S. Miguel, arcanjo – duples
- 30. Jerónimo, presbítero, confessor e doutor da Igreja – duples

### Outubro
- 1. Remigio, bispo e confessor
- 4. São Francisco, confessor – duples
- 7. Marcos, papa e confessor, e comemoração dos SS. Sérgio, Baco, Marcelo e Apuleio, mártires
- 9. Santos Dinis, Rustico e Eleutério, mártires – semiduples
- 14. Calisto, papa e mártir – semiduples
- 18. Lucas, evangelista – duples
- 21. Hilarião, abade e comemoração das SS. Úrsula e companheiras, virgens e mártires
- 25. Crisanto e Daria, mártires
- 26. Evaristo, papa e mártir
- 27. Vigília
- 28. Simão e Judas, apóstolos – duples
- 31. Vigília

### Novembro
- 1. Festa de Todos os Santos – duples
- 2. Comemoração de Todos os Defuntos – duples, e comemoração de Todos os Santos
- 3. Da oitava
- 4. Da oitava e comemoração dos SS Vital e Agrícola, mártires
- 5. Da oitava
- 6. Da oitava
- 7. Da oitava
- 8. Oitava de Todos os Santos – duples, e comemoração dos Quatro Mártires Coroados
- 9. Dedicação da Basílica do Salvador – duples, e comemoração de S. Teodoro, mártir
- 10. Trifão, Respício e Ninfa, mártires
- 11. Martinho, bispo e confessor – duples, e comemoração de S. Menas, mártir
- 12, Martinho, papa e mártir – semduples
- 17. Gregório Taumaturgo, bispo e confessor
- 18. Dedicação das Basílicas de Pedro e Paulo – duples
- 19. Ponciano, papa e mártir
- 22. Cecília, virgem e mártir – semiduples
- 23. Clemente, papa e mártir – semiduples, e comemoração de S. Felicidade, mártir
- 24. Crisógono, mártir
- 25. Catarina, virgem e mártir – duples
- 26. Pedro de Alexandria, bispo e mártir
- 29. Vigília e comemoração de Saturnino, mártir
- 30. Santo André, apóstolo – duples

### Dezembro
- 2, Bibiana, virgem e mártir
- 4. Bárbara, virgem e mártir – comemoração
- 5. Savas, abade – comemoração
- 6. Nicolau, bispo e confessor – semiduples
- 7. Ambrósio, bispo, confessor e doutor da Igreja – duples
- 8. Conceição da Bem-aventurada Maria – duples
- 10. Melquíades, papa e mártir – comemoração
- 11. São Dâmaso, papa e confessor – semiduples
- 13. Luzia, virgem e mártir – duples
- 20. Vigília
- 21 Tomé, apóstolo – duples
- 24 Vigília
- 25. Natal de Nosso Senhor Jesus Cristo – duples
- 26. Estêvão, protomártir – duples. e comemoração da oitava do Natal
- 27. João, apóstolo e evangelista – duples. e comemoração das oitavas
- 28. Santos Inocentes, mártires – duples, e comemoração das oitavas
- 29. Tomás de Cantuária, bispo e mártir – semiduples, e comemoração das oitavas
- 30. Domingo entre a oitava de Natal ou da oitava com comemoração das outras oitavas
- 31. Silvestre, papa e confessor – duples, com comemoração das oitavas

## Modificações sucesivas
O calendário tridentino de Pio V sofreu repetidas modificações depois. O mesmo Pio V acrescentou em 1572 a festa de Nossa Senhora da Vitória para comemorar a vitória da Batalha de Lepanto. Em 1573, Papa Gregório XIII mudou o título para "Festa do Santo Rosário" e a partir de 1970 a festa chama-se Nossa Senhora do Rosário. Outros papas ascrescentaram festas, mudaram as fechas, e eliminaram algumas, como fez em 1960 o Papa João XXIII, cujo Calendário Romano Geral  foi incorporado no seu Breviário Romano de 1961 e no seu Missal Romano de 1962.  Na reforma litúrgica desejada pelo Concílio Vaticano II, foi efectuada em 1969 uma revisão geral da totalidade do Calendário Romano Geral. Desde então, houve apenas pequenas mudanças, principalmente através da introdução de santos recém-canonizados.
A forma atual é indicada em Atual Calendário Romano Geral.